# Городище (Червенский сельсовет)
Городище (бел. Гарадзiшча) — деревня в Червенском районе Минской области Белоруссии. Входит в состав Червенского сельсовета.

## Географическое положение
Расположена в 7 км севернее райцентра, в 65 км от Минска на автодороге Червень—Смолевичи, на реке Дыевка.

## Археология
К востоку от современной деревни обнаружен курганный могильник железного века.

## История
На 1858 год деревня входила в состав Игуменского уезда Минской губернии, относилась к имению Натальевск помещика И. Булгака и насчитывала 123 жителя. В 1884 году в деревне открыта школа грамоты. На 1890 год здесь обучались 26 учеников (16 мальчиков и 10 девочек). По данным Переписи населения Российской империи 1897 года, относилась к Гребёнской волости, здесь было 37 дворов и 301 житель, функционировали корчма и хлебозапасный магазин. На начало XX века деревня насчитывала 56 дворов, здесь проживали 374 человека. На 1917 год здесь было 47 дворов и 308 жителей. После Октябрьской революции в деревне открыта рабочая школа 1-й ступени. С февраля по декабрь 1918 года деревня была оккупирована немцами, с августа 1919 по июль 1920 — поляками. 20 августа 1924 года вошла в состав вновь образованного Войниловского сельсовета Червенского района Минского округа (с 20 февраля 1938 — Минской области). Согласно переписи населения СССР 1926 года насчитывалось 48 дворов, население составило 325 человек. В сельской школе обучались 26 детей, при ней была небольшая библиотека. В 1930 году в деревне был организован колхоз имени Яковлева, на 1932 год в него входили 10 крестьянских дворов. Во время Великой Отечественной войны деревня была оккупирована немецко-фашистскими захватчиками в июле 1941 года, 18 её жителей погибли на фронтах. Освобождена в результате Минской операции в июле 1944 года. На 1960 год население деревни составило 238 жителей. В 1980-е годы деревня входила в совхоз «Большевик». На 1997 год в деревне было 37 дворов, проживали 72 человека, функционировали животноводческая фирма, магазин. С 30 октября 2009 года в составе Червенского сельсовета. На 2013 год 18 дворов, 21 житель.

## Население
- 1858 — 123 жителя.
- 1897 — 37 дворов, 301 житель
- начало XX века — 56 дворов, 374 жителя
- 1917 — 47 дворов, 308 жителей
- 1926 — 48 дворов, 325 жителей
- 1960 — 238 жителей
- 1997 — 37 дворов, 72 жителя
- 2013 — 18 дворов, 21 житель